# Dinao
Dinao (ou Dinawo, Danaho) est une localité du Cameroun située dans la commune de Kalfou, le département du Mayo-Danay et la Région de l'Extrême-Nord, à proximité de la frontière avec le Tchad.

## Population
En 1967, la localité comptait 169 habitants, principalement des Toupouri.
Lors du recensement de 2005, on y a dénombré 449 habitants.
Une étude de terrain de 2011 évalue la population à 735 personnes.